# Lee Camp
Lee Camp (Derby, Inglaterra, 22 de agosto de 1984) es un futbolista norirlandés que juega de portero.
Fue internacional absoluto con la selección de Irlanda del Norte entre los años 2011 y 2012.

## Trayectoria

### Derby County
Debutó en la temporada 2002-03 con el equipo de su ciudad natal, el Derby County, y fue cedido en enero de 2003 al Burton Albion de Conference. Al final de la temporada 2003-04 fue cedido al Queens Park Rangers para jugar los últimos partidos de la temporada, ayudando al ascenso del club londinense. En la siguiente temoporada se convirtió en el portero titular del Derby.
El 7 de septiembre de 2006 se marcha cedido por tres meses al Norwich City por la lesión de Joe Lewis, debutando el 28 de noviembre. El 12 de febrero de 2007 regresa al QPR en una nueva cesión de tres meses. 

### Queens Park Rangers
Finalizada la temporada es traspasado por el Derby por 300 000 libras. Durante la temporada 2007-08 fue el único jugador del QPR en ser titular en todos los partidos de liga.

### Nottingham Forest
El 20 de octubre de 2008 es cedido al Nottingham Forest durante tres meses. El 2 de julio de 2009 ficha definitivamente por el Forest por una cantidad superior a 100 000 libras. Debutó el 10 de agosto de 2009 contra el Reading FC. Mantuvo su portería a cero durante 10 horas y media esa temporada y fue nombrado mejor jugador del mes de diciembre. En 2010 el entrenador Billy Davies (con quien ya coincidió en el Derby County) le nombró capitán junto a Paul McKenna y portó el brazalete durante gran parte de la temporada por la lesión de este último. Terminó su contrato con el club el 23 de enero de 2013.

### Norwich City
Fichó por el Norwich City el 23 de enero de 2013, club donde jugó hasta septiembre de 2013.

### West Bromwich Albion
Firmó por el West Bromwich Albion el 1 de septiembre de 2013, para reemplazar al lesionado Ben Foster. Al no debutar por el club, fue cedido a préstamo al AFC Bournemouth de la Championship desde el 31 de octubre de 2013 hasta el 27 de noviembre, préstamo que luego se extendería hasta enero de 2014. Fue liberado por el club al su regreso.

### AFC Bournemouth
Camp se unió permanentemente al Bournemouth luego de su salida en su anterior club.

### Rotherham United
El 1 de septiembre de 2015, Camp fue liberado del Bournmeouth y fichó por el Rotherham United por dos años, donde se ganó la titularidad.

### Cardiff City
Llegó al Cardiff City en junio de 2017, fue enviado a préstamo al Sunderland en enero de 2018 por el resto de la temporada. No debutó por el club de Cardiff.

### Birmingham City
Llegó al Birmingham City el 8 de agosto de 2018. Se marchó al término de la temporada 2019-20 tras expirar su contrato.

## Selección nacional
Camp jugó con la selección de fútbol sub-21 de Inglaterra en cinco ocasiones, incluyendo el primer partido profesional que se jugó en el nuevo Wembley. Encajó un gol de Giampaolo Pazzini a los 25 segundos de juego, teniendo el dudoso honor de ser el primer hombre en encajar un gol en el nuevo estadio.
Al no ser llamado nunca por la selección absoluta Camp se nacionalizó norirlandés gracias a que su abuelo era de la ciudad de Newtownards. Nigel Worthington, entrenador de la selección de fútbol de Irlanda del Norte, pidió a la IFA que empezara el proceso para poder convocar a Camp. El 16 de febrero de 2011 FIFA confirmó que Camp podía jugar con Irlanda del Norte. Recibió su primera convocatoria el 14 de marzo de 2011 para jugar contra Serbia y Eslovenia los partidos de clasificación para la Eurocopa 2012 y debutó contra Serbia el 25 de marzo.

## Clubes
| Club                               | País       | Año       |
| ---------------------------------- | ---------- | --------- |
| Derby County F. C.                 | Inglaterra | 2003-2007 |
| Burton Albion F. C. (cesión)       | Inglaterra | 2003      |
| Queens Park Rangers F. C. (cesión) | Inglaterra | 2004      |
| Norwich City F. C. (cesión)        | Inglaterra | 2006      |
| Queens Park Rangers F. C. (cesión) | Inglaterra | 2007      |
| Queens Park Rangers F. C.          | Inglaterra | 2007-2009 |
| Nottingham Forest F. C. (cesión)   | Inglaterra | 2008-2009 |
| Nottingham Forest F. C.            | Inglaterra | 2009-2013 |
| Norwich City F. C.                 | Inglaterra | 2013      |
| West Bromwich Albion F. C.         | Inglaterra | 2013-2014 |
| AFC Bournemouth (cesión)           | Inglaterra | 2013-2014 |
| AFC Bournemouth                    | Inglaterra | 2014-2015 |
| Rotherham United F. C.             | Inglaterra | 2015-2017 |
| Cardiff City F. C.                 | Gales      | 2017-2018 |
| Sunderland A. F. C. (cesión)       | Inglaterra | 2018      |
| Birmingham City F. C.              | Inglaterra | 2018-2020 |
| Coventry City F. C.                | Inglaterra | 2020-2021 |
| Swindon Town F. C.                 | Inglaterra | 2021      |
| Clitheroe F. C.                    | Inglaterra | 2022      |
| Wrexham A. F. C.                   | Gales      | 2022      |